# Ilse Heylen
Ilse Heylen (Edegem, 21 maart 1977) is een Belgische judoka. Ze nam driemaal deel aan de Olympische Spelen.

## Biografie
Op haar olympisch debuut op de Olympische Spelen van 2004 (Athene) behaalde ze een bronzen medaille in de gewichtsklasse tot 52 kg.
In 2009 behaalde ze een bronzen medaille in haar gewichtsklasse op het Europees Kampioenschap Judo in Tbilisi. In 2008 werd ze zevende. In 2007 behaalde ze ook een bronzen medaille en ook in 2006 werd ze derde op het Europees Kampioenschap in Tampere. In 2005 behaalde ze de gouden medaille op het EK. Ze werd tweede tijdens het Europees kampioenschap 2004, Belgisch kampioen in 1997 en 2001 in de categorie - 48 kg. Op de Olympische Spelen van 2008 in Peking moest ze genoegen nemen met een zevende plaats en op de Olympische Spelen van 2012 te London verloor ze de kamp om het brons.
Ze is licentiate lichamelijke opvoeding en heeft een tewerkstellingscontract als atlete (2004) bij het BLOSO.
In 2016 had Heylen zich wegens een blessure zich niet kunnen plaatsen voor de Olympische Spelen in Rio. Toch kreeg ze een uitnodiging door haar palmares. Heylen sloeg dit echter af omdat ze zich niet voldoende had kunnen voorbereiden en nog niet volledig hersteld was.

## Palmares
Vanaf 2002 werden alle resultaten in de categorie tot 52kg behaald. 

### 2014
- World Cup van Santiago
- World Cup van Weston Miami
- 1e ronde WK

### 2013
- 7e Grand Prix van Abu Dhabi
- Grand Prix van Tashkent
- Grand Prix van Almaty
- Grand Prix van Rijeka
- 2e ronde WK
- Grand Prix van Miami
- 7e Grand Slam van Parijs
- 5e European Open van Sofia

### 2012
- Grand Slam van Rio de Janeiro
- Grand Slam van Moskou
- Masters, Almaty Kazakhstan
- 5e Olympische Spelen

### 2011
- World Cup El Salvador
- World Cup Venezuela
- Belgisch kampioene
- World Cup São Paulo
- 7e EK Istanbul -
- 5e Grand Prix, Düsseldorf
- World Cup in Oberwart
- 5e Grand Slam, Parijs

### 2010
- Grand Slam van Parijs
- Europese kampioenschappen
- Grand Prix van Düsseldorf
- 5e Masters, Suwon in Korea -

### 2009
- Grand Prix van Abu Dhabi
- Belgisch kampioene
- World Cup van Birmingham
- Grand Slam van Rio de Janeiro
- World Cup van Madrid
- Europese kampioenschappen

### 2008
- 7e Olympische Spelen
- 7e Europese kampioenschappen

### 2007
- Belgisch kampioene
- Super World Cup van Rotterdam
- Super World Cup van Moskou
- Europese kampioenschappen

### 2006
- Europese kampioenschappen
- World Cup van Budapest

### 2005
- Europees kampioene
- Super World Cup van Parijs
- World Cup van Sofia

### 2004
- Olympische Spelen
- Europese kampioenschappen
- World Cup van Warschau
- World Cup van Sofia
- Super World Cup van Moskou

### 2003
- World Cup van Praag
- Belgisch kampioene

### 2002
- 5e Europese kampioenschappen -
- Super World Cup van Moskou -

### 2001
- Belgische kampioene -48 kg
- World Cup van Sofia -48 kg

### 2000
- Europese kampioenschappen voor teams -48 kg
- World Cup van Rotterdam -48 kg
- World Cup van Praag -48 kg

### 1999
- Europees kampioene -48 kg
- World Cup van Warschau
- World Cup van Praag -48 kg

### 1998
- 7e Europese kampioenschappen -48 kg
- World Cup van Praag -48 kg
- World Cup van Parijs -48 kg

### 1997
- World Cup van Basel -48 kg
- Europese kampioenschappen voor teams -48 kg
- Belgisch kampioene -48 kg

### 1995
- Belgisch kampioene bij de junioren -52 kg